# 野中村 (富山県)
野中村（のじゅうむら）は、かつて富山県下新川郡にあった村。

## 沿革
- 1889年（明治22年）4月1日 - 町村制の施行により、下新川郡島迷村、古畑村、今江村、二ツ屋村、中村、西中村、中沢村、林尻村、横道村、藤塚村及び下野村の区域をもって、下新川郡野中村が発足する。
- 1954年（昭和29年）11月20日 - 下新川郡朝日町に編入する。
- 1959年（昭和34年）1月1日 - 下新川郡朝日町の区域の内、旧野中村の区域にあたる大字野中、島迷、今江、二ツ屋、西中、林尻、古畑、中沢の区域の一部、藤塚の区域の一部及び下野の区域の一部の区域を下新川郡舟見町に編入する。

上記の通り、野中村は一度全域が朝日町になったものの、旧舟見派と旧朝日派の内紛が表面化し、舟見町と共に入善町に合併したいという声が出たことから、野中分村の解決を経て、1959年に舟見町とともに入善町へ合併した。

## 歴代村長
出典→
1. 山岡源右衛門（1889年5月24日 - 1893年5月24日）
2. 大管文平（1896年6月3日 - 1900年6月2日）
3. 金森康平（1900年6月6日 - 1900年8月2日）
4. 小坂佐平（1900年9月1日 - 1900年9月9日）
5. 山岡源右衛門（1900年12月27日 - 1904年12月26日）
6. 松倉真郎（1904年12月28日 - 1908年12月26日）
7. 小坂佐平（1909年3月17日 - 1909年3月29日）
8. 窪野要作（1909年11月15日 - 1920年9月18日）
9. 小坂秀三（1920年11月17日 - 1924年11月17日）
10. 山岡源嗣（1924年12月24日 - 1928年11月24日）
11. 小坂秀三（1928年11月27日 - 1929年11月7日）
12. 山岡源嗣（1929年11月18日 - 1933年11月16日）
13. 富岡啓二（1933年11月19日 - 1946年12月3日）
14. 山岡源嗣（1947年4月5日 - 1951年4月4日）
15. 大割巳之（1951年4月23日 - 1954年11月9日）